# Кагир Маур Диффін аеп Кеаллах
Кагір Мавр Диффрин аеп Кеаллах (пол. Cahir Mawr Dyffryn aep Ceallach) — персонаж літературного циклу «Відьмак» польського письменника Анджея Сапковського, лицар з Нільфгаарду, друг Геральта.

## Біографія
У книгах Сапковського Кагір аеп Кеаллах — лицар з нільфгаардської провінції Віковаро. Імператор Емгир вар Емрейс двічі відправляв його на пошуки принцеси Цірілли. Першого разу Кагір зазнав невдачі і через це два роки провів у в'язниці; наступного разу він зустрівся з Геральтом і разом з ним почав пошуки Цірілли — вже не для того, щоб доставити її в Нільфгаард, а щоб врятувати. Геральт поступово став його другом. Кагір загинув у фіналі книжкового циклу, під час штурму замку Вільгефорца від руки Лео Бонгарта.

## У серіалах
В американському серіалі «Відьмак», перший сезон якого вийшов на екрани в грудні 2019 року, Кагіра зіграв Імон Фаррен. Критики відзначають, що у цього актора хижі риси обличчя, і це може допомогти йому впоратися з головним завданням: спочатку змусити глядачів ставитися до нього з неприязню, а потім викликати симпатію. Протягом всього першого сезону Кагір залишається негативним героєм: він переслідує Ціріллу і командує армією Нільфгаарду в битві з магами біля Соддена.